# Raggfingerört
Raggfingerört (Potentilla robbinsiana) är en växtart i släktet fingerörter inom familjen rosväxter. Det är en kortväxt fingerört med kraftigt tuvat växtsätt och trefingrade blad. Stjälk och blad har både långa hår och glandelhår vilket gett upphov till det svenska namnet. Den kan påminna om en småvuxen vårfingerört, men den har femfingrade blad.
De enda växtplatserna för arten i Skandinavien finns på några fjälltoppar i Padjelanta nationalpark. Här upptäcktes arten 1941 på Jeknaffo av Sten Selander. Närmast växer den på Kolahalvön samt på Svalbard. Det har spekulerats i att arten kan ha överlevt istiden i Skandinavien på så kallade nunataker.
Arten delas ibland upp i flera underarter och de svenska förekomsterna kallas då ssp. hyparctica. Ett äldre vetenskapligt namn var just Potentilla hyparctica. På grund av sin sällsynthet klassas raggfingerört som sårbar (VU) av Artdatabanken i den svenska rödlistan. Arten är även fridlyst.